# José Inácio Bettencourt da Silveira
José Inácio Bettencourt da Silveira (Toledo (Velas), ilha de São Jorge, Açores, Portugal, 8 de Janeiro de 1928 – Villa Maria, ilha Terceira, Açores, Portugal, 16 de Março de 1992) foi produtor Agrícola em terras próprias e militar do exército português na especialidade de infantaria.

## Biografia
Prestou serviço no exército português Regimento de Guarnição nº 1, aquartelado na Fortaleza de São João Baptista, no Monte Brasil, junto à cidade de Angra do Heroísmo.
Vem referenciado no livro: "Romanceiro da Ilha de São Jorge", coligido e editado por Manuel da Costa Fontes, com tradução do trabalho de Halim El-Dabh, com edição da Universidade de Coimbra em 1983.
Prestou também serviço na Câmara Municipal de Velas, ilha de São Jorge, ligado aos serviços de fornecimento de águas à localidade do Toledo, Veio a falecer na quinta de Villa Maria, ilha Terceira e encontra-se sepultado no cemitério de Nossa Senhora da Conceição em Angra do Heroísmo em jazigo privado.
Foi um dos grandes detentores de terras nas fajãs da costa Norte da ilha de São Jorge, nomeadamente na Fajã de Vasco Martins, Fajã Rasa, Fajã da Ponta Furada, e Fajã de Manuel Teixeira, onde produzia vinho de várias castas, particularmente da casta conhecida regionalmente, como “Vinho de cheiro”, que era vendido principalmente na vila das Velas.

## Relações Familiares
Foi filho de João Inácio Bettencourt da Silveira e D. Isabel Josefa do Coração de Jesus. Casou em 25 de Junho de 1951 no Toledo (Velas) D. Maria T. Bettencourt, de quem teve dois filhos.
1. Lúcia Maria Ávila da Silveira casada com José Fernando Godinho Rocha.
2. José Luís Ávila da Silveira.